# Alanna Connors
Alanna Connors (Hong Kong, 25 de septiembre de 1956 – Massachusetts, 2 de febrero de 2013) fue una astrofísica y docente estadounidense. Recibió su licenciatura en física en el Instituto de Tecnología de Massachusetts en 1978 y un Doctorado en Física y Astronomía en la Universidad de Maryland en 1988. Su tesis, estaba basada en una investigación realizada en el Centro de Vuelo Espacial Goddard de la NASA, era de transitorios rápidos en rayos X. Luego realizó importantes contribuciones al Observatorio de rayos gamma Compton. Alanna también fue investigadora científica en el Centro de Ciencias Espaciales de la Universidad de New Hampshire y profesora visitante en el Wellesley College. Fue miembro fundador de la colaboración internacional de astrostatistics CHASC en la Universidad de Harvard y del Centro Harvard-Smithsonian de Astrofísica.

## Biografía
Alanna fue pionera en el desarrollo de métodos bayesianos de principios para aplicar a problemas astrofísicos. Como defensora desde hace mucho tiempo del análisis riguroso de datos, presentó a muchas personas las alegrías de las estadísticas bayesianas. Su investigación en rayos X y astrofísica de rayos gamma posteriores requirió métodos estadísticos sólidos que los astrónomos generalmente desconocían a principios de los noventa. En un momento en que el análisis bayesiano no estaba a favor de la estadística, y los análisis estadísticos detallados generalmente no se consideraban en astrofísica, ella era lo suficientemente clarividente como para darse cuenta de que ambos eran necesarios para el progreso futuro, y trabajó sin cesar para promulgar estas ideas. Desarrolló un algoritmo de detección de búsqueda con la máxima probabilidad de Poisson para transitorios de rayos X y lo usó en los datos de rayos X HEAO-1 A2 en su primer trabajo de investigación publicado en Astrophysical Journal en 1986 (ApJ 303, 769), que se convirtió en parte de su doctorado tesis. Cuando comenzó a trabajar con datos CGRO Comptel, también se interesó en la detección y caracterización de explosiones de rayos gamma. Fue una de las primeras en reconocer el potencial del algoritmo de Bloques Bayesianos; Su trabajo proporcionó demostraciones tempranas de sus capacidades para detectar explosiones de rayos gamma y púlsares. Además de ser pionera en la astrostatística bayesiana, Alanna también fue una de las primeras en ver la promesa de Python para el análisis de datos en astronomía, participando como co-investigadora en uno de los primeros proyectos financiados por la NASA que construyen software de estadística Python para astrónomos.
Connors también fue una fuente permanente de gran apoyo para los estudiantes y otros investigadores que conoció en las Conferencias, y siempre estuvo disponible para discutir algoritmos, metodologías y problemas. Su apoyo y participación fueron fundamentales para el éxito de la colaboración CHASC que se estableció entre los astrónomos y estadísticos de alta energía en Harvard a raíz del lanzamiento del Observatorio de Rayos X Chandra. Que la colaboración haya crecido para ser tan productiva como se debe en gran medida a su capacidad para darse cuenta de dónde faltaban los análisis astronómicos y dónde los análisis de principios podrían contribuir a corregirlo. Un caso puntual fue su constatación de que los astrónomos estaban haciendo mal uso de la ubicua prueba F. Esto condujo directamente a uno de los documentos más influyentes que surgieron de la colaboración de CHASC, "Estadísticas, Manéjese con cuidado: Detectando múltiples componentes del modelo con la Prueba de relación de probabilidad" (ApJ 571, 545).
El impacto más duradero y de mayor alcance de Alanna bien puede provenir de sus incansables esfuerzos de divulgación, tanto de alcance a sus colegas a través de sus esfuerzos en educación en estadística como de su alcance al público. Organizó docenas de talleres y sesiones especiales de astrostatistics en conferencias dedicadas a destacar nuevas metodologías y algoritmos inteligentes. Pero ella nunca perdió de vista el propósito de estas herramientas. Siempre basó su trabajo en casos astronómicamente relevantes, como por ejemplo desenredar el fondo cósmico de rayos gamma de la galaxia, que utilizó como el principal motivador de LIRA.
También tenía interés en la educación científica pública. Enseñó astrofísica en el Wellesley College, contribuyó a la instrucción de física universitaria en la UNH y la UMD, contribuyó a la educación pública en ciencias a través de proyectos en el Planetario The Christa McAuliffe en Concord NH, participó en los días de ciencias familiares en la escuela primaria de su hijo y alentó el aprendizaje exploratorio de ciencias y enseñando a través de muchas otras avenidas. Un interés permanente en la historia de la física y la astronomía desde sus orígenes antiguos, en acoger con beneplácito la participación de las mujeres en la física y celebrar las historias de diversos contribuyentes a la ciencia subyace su servicio en el Foro de la Sociedad Americana de Física para la Historia de la Física y otros proyectos.
Amada esposa de Phillip Alan Veatch, madre amorosa de Roy Micah Veatch, Alanna llenó toda su vida explorando las maravillas del mundo y compartiendo su sonrisa y su cariño con amigos, familiares, colegas y extraños. Ella murió en casa en los brazos de su familia. A Alanna le sobreviven su madre Sonia Connors de Arlington, MA; hermanas Cynthia Connors de Brooklyn, NY, Kathleen Connors de Hau'ula, Oahu, HI, Noirin Connors de Londres, Inglaterra; y su hermano Patrick Connors de Nueva York, NY.